# Ромен
 Тази статия е за реката в Канада.  За театъра в Москва вижте Ромен (театър).  
Ромен (на английски: Romaine River) е река в Източна Канада, най-източната част на провинция Квебек, вливаща се от север в протока Жак Картие. Дължината ѝ от 496 км ѝ отрежда 70-о място сред реките на Канада.
Река Ромен изтича от малко безименно езеро (на 694 м н.в.), разположено източно от голямото езеро Атиконак. Тече в южна посока, като преминава последователно през проточните езера Лонг, Марк, Брюле, Lavoie, Андерсън и Lozeau и с множество бързеи и прагове. На 16 км преди устието си прави остър завой на запад и се влива от север в протока Жак Картие, отделящ остров Антикости от континента, на 15 км източно от град Минган. По цялото горно течение на реката преминава част от границата между провинциите Нюфаундленд и Лабрадор и Квебек.
Площта на водосборния басейн на Ромен е 14 350 km2.
Многогодишният среден дебит в устието на Ромен е 340 m3/s, като максимумът е през месеците юни и юли, а минимумът – през януари и февруари. От ноември до април реката замръзва.
През 2009 г. започва строителството на каскада от 4 язовира с 4 ВЕЦ-а в основата на преградните им стени с проектирна прогнозна мощност от 1550 MW.